# ГДР на летних Олимпийских играх 1976
На летних Олимпийских играх 1976 года сборная ГДР завоевала 40 золотых, 25 серебряных и 25 бронзовых медалей, что вывело её на 2-е место в неофициальном командном зачёте. Сборная состояла из 267 человек (154 мужчины и 113 женщин), которые приняли участие в 139 состязаниях по 17 видам спорта.

## Медалисты

### Золото
| Медаль | Спортсмен | Вид спорта                  | Дисциплина                                |
| ------ | --- | --------------------------- | ----------------------------------------- |
| Золото | Вальдемар Цирпински | Лёгкая атлетика             | Мужчины, марафон                          |
| Золото | Удо Байер | Лёгкая атлетика             | Мужчины, толкание ядра                    |
| Золото | Бербель Экерт | Лёгкая атлетика             | Женщины, 200 м                            |
| Золото | Йоханна Шаллер | Лёгкая атлетика             | Женщины, 100 м с барьерами                |
| Золото | Бербель Экерт Марлис Гёр Ренате Штехер Карла Бодендорф | Лёгкая атлетика             | Женщины, эстафета 4 x 100 м               |
| Золото | Дорис Малецки Бригитте Роде Эллен Штрайдт Кристина Латан | Лёгкая атлетика             | Женщины, эстафета 4 x 400 м               |
| Золото | Ангела Фойгт | Лёгкая атлетика             | Женщины, прыжки в длину                   |
| Золото | Роземари Акерман | Лёгкая атлетика             | Женщины, прыжки в высоту                  |
| Золото | Эвелин Шлак | Лёгкая атлетика             | Женщины, метание диска                    |
| Золото | Рут Фукс | Лёгкая атлетика             | Женщины, метание копья                    |
| Золото | Зигрун Зигль | Лёгкая атлетика             | Женщины, пятиборье                        |
| Золото | Йохен Бахфельд | Бокс                        | Мужчины, до 67 кг                         |
| Золото | Рюдигер Хельм | Гребля на байдарках и каноэ | Мужчины, байдарки-одиночки, 1000 м        |
| Золото | Йоахим Маттерн Бернд Ольбрихт | Гребля на байдарках и каноэ | Мужчины, байдарки-двойки, 500 м           |
| Золото | Карола Цирцов | Гребля на байдарках и каноэ | Женщины, байдарки-одиночки, 500 м         |
| Золото | Вольфганг Гюльденпфеннинг Рюдигер Райхе Карл-Хайнц Бусерт Михаэль Вольфграмм | Академическая гребля        | Мужчины, четвёрки парные                  |
| Золото | Йорг Ландфойгт Бернд Ландфойгт | Академическая гребля        | Мужчины, двойки распашные без рулевого    |
| Золото | Харальд Ерлинг Фридрих-Вильхельм Ульрих Георг Шпор | Академическая гребля        | Мужчины, двойки распашные с рулевым       |
| Золото | Зигфрид Брицке Андреас Деккер Штефан Земмлер Вольфганг Магер | Академическая гребля        | Мужчины, четвёрки распашные без рулевого  |
| Золото | Бернд Баумгарт Готтфрид Дён Вернер Клатт Ханс-Йоахим Люк Дитер Вендиш Роланд Костульски Ульрих Карнац Карл-Хайнц Прудёль Карл-Хайнц Даниловски | Академическая гребля        | Мужчины, восьмёрки распашные с рулевым    |
| Золото | Кристине Шайблих | Академическая гребля        | Женщины, одиночки                         |
| Золото | Анке Борхман Ютта Лау Виола Полай Росвита Цобельт Лиане Вайгельт | Академическая гребля        | Женщины, четвёрки парные с рулевой        |
| Золото | Карин Метце Бианка Шведе Габриеле Лос Андреа Курт Забине Хес | Академическая гребля        | Женщины, четвёрки распашные с рулевой     |
| Золото | Виола Горецки Кристиане Кнеч Илона Рихтер Бригитте Аренхольц Моника Каллис Хенриетта Эберт Хельма Леман Ирина Мюллер Марина Вильке | Академическая гребля        | Женщины, восьмёрки распашные с рулевой    |
| Золото | Уве Поттек | Стрельба                    | Мужчины, произвольный пистолет, 50 м      |
| Золото | Норберт Клаар | Стрельба                    | Мужчины, скорострельный пистолет, 25 м    |
| Золото | Ханс-Ульрих Грапентин Вильфрид Грёбнер Юрген Крой Герд Вебер Ханс-Юрген Дёрнер Конрад Вайзе Лотар Курбювайт Райнхард Лаук Герд Хайдлер Райнхард Хефнер Ханс-Юрген Ридигер Бернд Бранш Мартин Хоффман Герд Кише Вольфрам Лёве Хартмут Шаде Дитер Ридель | Футбол                      | Мужчины                                   |
| Золото | Клаус-Юрген Грюнке | Велоспорт                   | Мужчины, гит с места на 1000 м            |
| Золото | Йохен Шюман | Парусный спорт              | Мужчины, класс «Финн»                     |
| Золото | Корнелиа Эндер | Плавание                    | Женщины, 100 м вольным стилем             |
| Золото | Корнелиа Эндер | Плавание                    | Женщины, 200 м вольным стилем             |
| Золото | Петра Тюмер | Плавание                    | Женщины, 400 м вольным стилем             |
| Золото | Петра Тюмер | Плавание                    | Женщины, 800 м вольным стилем             |
| Золото | Ульрике Рихтер | Плавание                    | Женщины, 100 м на спине                   |
| Золото | Ульрике Рихтер | Плавание                    | Женщины, 200 м на спине                   |
| Золото | Ханнелоре Анке | Плавание                    | Женщины, 100 м брассом                    |
| Золото | Корнелиа Эндер | Плавание                    | Женщины, 100 м баттерфляем                |
| Золото | Андреа Поллак | Плавание                    | Женщины, 200 м баттерфляем                |
| Золото | Ульрике Таубер | Плавание                    | Женщины, 400 м смешанным стилем           |
| Золото | Ульрике Рихтер Ханнелоре Анке Корнелиа Эндер Андреа Поллак | Плавание                    | Женщины, эстафета 4×100 м комбинированная |

### Серебро
| Медаль  | Спортсмен                                                                | Вид спорта                  | Дисциплина                               |
| ------- | ------------------------------------------------------------------------ | --------------------------- | ---------------------------------------- |
| Серебро | Манфред Кокот Йорг Пфайфер Клаус-Дитер Куррат Александр Тиме             | Лёгкая атлетика             | Мужчины, эстафета 4 x 100 м              |
| Серебро | Ханс Райман                                                              | Лёгкая атлетика             | Мужчины, ходьба 20 км                    |
| Серебро | Вольфганг Шмидт                                                          | Лёгкая атлетика             | Мужчины, метание диска                   |
| Серебро | Ренате Штехер                                                            | Лёгкая атлетика             | Женщины, 100 м                           |
| Серебро | Кристина Бремер                                                          | Лёгкая атлетика             | Женщины, 400 м                           |
| Серебро | Гунхильд Хоффмайстер                                                     | Лёгкая атлетика             | Женщины, 1500 м                          |
| Серебро | Кристина Лазер                                                           | Лёгкая атлетика             | Женщины, пятиборье                       |
| Серебро | Рихард Новаковский                                                       | Бокс                        | Мужчины, до 57 кг                        |
| Серебро | Герд Бонк                                                                | Тяжёлая атлетика            | Мужчины, свыше 110 кг                    |
| Серебро | Сборная                                                                  | Гандбол                     | Женщины                                  |
| Серебро | Йоахим Маттерн Бернд Ольбрихт                                            | Гребля на байдарках и каноэ | Мужчины, байдарки-двойки, 1000 м         |
| Серебро | Андреас Шульц Рюдигер Кунце Вальтер Диснер Улльрих Диснер Йоханнес Томас | Академическая гребля        | Мужчины, четвёрки распашные с рулевым    |
| Серебро | Сабине Ян Петра Бёслер                                                   | Академическая гребля        | Женщины, двойки парные                   |
| Серебро | Ангелика Ноак Сабине Дене                                                | Академическая гребля        | Женщины, двойки распашные без рулевой    |
| Серебро | Харальд Фолльмар                                                         | Стрельба                    | Мужчины, произвольный пистолет, 50 м     |
| Серебро | Юрген Вифель                                                             | Стрельба                    | Мужчины, скорострельный пистолет, 25 м   |
| Серебро | Криста Кёлер                                                             | Прыжки в воду               | Женщины, трамплин                        |
| Серебро | Карола Домбек                                                            | Спортивная гимнастика       | Женщины, опорный прыжок                  |
| Серебро | Ханс-Дитер Брюхерт                                                       | Вольная борьба              | Мужчины, до 57 кг                        |
| Серебро | Петра Пример                                                             | Плавание                    | Женщины, 100 м вольным стилем            |
| Серебро | Биргит Трайбер                                                           | Плавание                    | Женщины, 100 м на спине                  |
| Серебро | Биргит Трайбер                                                           | Плавание                    | Женщины, 200 м на спине                  |
| Серебро | Андреа Поллак                                                            | Плавание                    | Женщины, 100 м баттерфляем               |
| Серебро | Ульрике Таубер                                                           | Плавание                    | Женщины, 200 м баттерфляем               |
| Серебро | Петра Пример Корнелиа Эндер Клаудиа Хемпель Андреа Поллак                | Плавание                    | Женщины, эстафета 4×100 м вольным стилем |

### Бронза
| Медаль | Спортсмен                                                                           | Вид спорта                  | Дисциплина                                  |
| ------ | ----------------------------------------------------------------------------------- | --------------------------- | ------------------------------------------- |
| Бронза | Франк Баумгартль                                                                    | Лёгкая атлетика             | Мужчины, 3000 м с препятствиями             |
| Бронза | Франк Вартенберг                                                                    | Лёгкая атлетика             | Мужчины, прыжки в длину                     |
| Бронза | Ренате Штехер                                                                       | Лёгкая атлетика             | Женщины, 200 м                              |
| Бронза | Эллен Штрайдт                                                                       | Лёгкая атлетика             | Женщины, 400 м                              |
| Бронза | Эльфи Цинн                                                                          | Лёгкая атлетика             | Женщины, 800 м                              |
| Бронза | Ульрике Клапецински                                                                 | Лёгкая атлетика             | Женщины, 1500 м                             |
| Бронза | Габриела Хинцман                                                                    | Лёгкая атлетика             | Женщины, метание диска                      |
| Бронза | Бурглинда Поллак                                                                    | Лёгкая атлетика             | Женщины, пятиборье                          |
| Бронза | Петер Венцель                                                                       | Тяжёлая атлетика            | Мужчины, до 75 кг                           |
| Бронза | Хельмут Лош                                                                         | Тяжёлая атлетика            | Мужчины, свыше 110 кг                       |
| Бронза | Рюдигер Хельм                                                                       | Гребля на байдарках и каноэ | Мужчины, байдарки-одиночки, 500 м           |
| Бронза | Рюдигер Хельм Франк-Петер Бишоф Бернд Дювиньо Юрген Ленерт                          | Гребля на байдарках и каноэ | Мужчины, байдарки-четвёрки, 1000 м          |
| Бронза | Бербель Кёстер Карола Цирцов                                                        | Гребля на байдарках и каноэ | Женщины, байдарки-двойки, 500 м             |
| Бронза | Йоахим Драйфке                                                                      | Академическая гребля        | Мужчины, одиночки                           |
| Бронза | Ханс-Ульрих Шмид Юрген Бертов                                                       | Академическая гребля        | Мужчины, двойки парные                      |
| Бронза | Роланд Брюкнер Райнер Ханшке Бернд Йегер Вольфганг Клоц Луц Мак Михаэль Николаи     | Спортивная гимнастика       | Мужчины, командное первенство               |
| Бронза | Михаэль Николаи                                                                     | Спортивная гимнастика       | Мужчины, конь                               |
| Бронза | Карола Домбек Гитта Эшер Керстин Гершау Ангелика Хелльман Марион Кише Штеффи Крекер | Спортивная гимнастика       | Женщины, командное первенство               |
| Бронза | Юрген Гешке                                                                         | Велоспорт                   | Мужчины, спринт                             |
| Бронза | Томас Хушке                                                                         | Велоспорт                   | Мужчины, индивидуальная гонка преследования |
| Бронза | Хайнц-Хельмут Велинг                                                                | Греко-римская борьба        | Мужчины, до 68 кг                           |
| Бронза | Дитер Белов Михаэль Цахрис Олаф Энгельхард                                          | Парусный спорт              | Класс «Солинг»                              |
| Бронза | Роланд Маттес                                                                       | Плавание                    | Мужчины, 100 м на спине                     |
| Бронза | Роземари Габриель                                                                   | Плавание                    | Женщины, 200 м баттерфляем                  |

## Результаты соревнований

### Академическая гребля
В следующий раунд из каждого заезда проходили несколько лучших экипажей (в зависимости от дисциплины). В финал A выходили 6 сильнейших экипажей, ещё 6 экипажей, выбывших в полуфинале, распределяли места в малом финале B
Мужчины
| Соревнование | Спортсмены                     | Предварительный заезд | Предварительный заезд | Предварительный заезд | Отборочный заезд | Отборочный заезд | Отборочный заезд | Полуфинал | Полуфинал  | Полуфинал | Финал   | Финал   | Итоговое место |
| Соревнование | Спортсмены                     | Заезд                 | Время                 | Место                 | Заезд            | Время            | Место            | Заезд     | Время      | Место     | Время   | Место   | Итоговое место |
| ------------ | ------------------------------ | --------------------- | --------------------- | --------------------- | ---------------- | ---------------- | ---------------- | --------- | ---------- | --------- | ------- | ------- | -------------- |
| одиночки     | Йоахим Драйфке                 | 1                     | 7:11,49               | 3 Q                   | не участвовал    | не участвовал    | не участвовал    | 1         | 6:59,36    | 3 QA      | Финал A | Финал A | 3              |
| одиночки     | Йоахим Драйфке                 | 1                     | 7:11,49               | 3 Q                   | не участвовал    | не участвовал    | не участвовал    | 1         | 6:59,36    | 3 QA      | 7:38,03 | 3       | 3              |
| двойки       | Йорг Ландфойгт Бернд Ландфойгт | 1                     | 6:49,19 OB            | 1 Q                   | не участвовали   | не участвовали   | не участвовали   | 1         | 6:33,02 OB | 1 QA      | Финал A | Финал A | 1              |
| двойки       | Йорг Ландфойгт Бернд Ландфойгт | 1                     | 6:49,19 OB            | 1 Q                   | не участвовали   | не участвовали   | не участвовали   | 1         | 6:33,02 OB | 1 QA      | 7:23,31 | 1       | 1              |